# Дональдсон (Пенсільванія)
Дональдсон (англ. Donaldson) — переписна місцевість (CDP) в США, в окрузі Скайлкілл штату Пенсільванія. Населення — 377 осіб (2020).

## Географія
Дональдсон розташований за координатами 40°38′11″ пн. ш. 76°24′21″ зх. д. / 40.63639° пн. ш. 76.40583° зх. д. (40.636344, -76.405760).  За даними Бюро перепису населення США в 2010 році переписна місцевість мала площу 0,29 км², уся площа — суходіл.

## Демографія
Згідно з переписом 2010 року, у переписній місцевості мешкало 328 осіб у 126 домогосподарствах у складі 87 родин. Густота населення становила 1112 осіб/км².  Було 142 помешкання (481/км²).
Расовий склад населення:
| - 99,7 % — білих - 0,3 % — корінних американців |

До двох чи більше рас належало 0,0 %. Частка іспаномовних становила 0,3 % від усіх жителів.
За віковим діапазоном населення розподілялося таким чином: 25,3 % — особи молодші 18 років, 59,2 % — особи у віці 18—64 років, 15,5 % — особи у віці 65 років та старші. Медіана віку мешканця становила 39,2 року. На 100 осіб жіночої статі у переписній місцевості припадало 97,6 чоловіків;  на 100 жінок у віці від 18 років та старших — 99,2 чоловіків також старших 18 років.
Середній дохід на одне домашнє господарство  становив 44 889 доларів США (медіана — 43 438), а середній дохід на одну сім'ю — 49 256 доларів (медіана — 44 688). Медіана доходів становила 40 625 доларів для чоловіків та 29 063 долари для жінок. За межею бідності перебувало 20,9 % осіб, у тому числі 29,5 % дітей у віці до 18 років та 13,2 % осіб у віці 65 років та старших.
Цивільне працевлаштоване населення становило 137 осіб. Основні галузі зайнятості: виробництво — 29,2 %, освіта, охорона здоров'я та соціальна допомога — 16,8 %, мистецтво, розваги та відпочинок — 12,4 %, роздрібна торгівля — 9,5 %.